# Фридрих фон Томбург
Фридрих фон Томбург (на немски: Friedrich von Tomburg; † между 25 август 1420 и 15 януари 1422) е господар на замък Томбург при Райнбах при Бон и чрез женитба господар на имперския замък Ландскрон при Бад Нойенар-Арвайлер в Северен Рейнланд-Пфалц.

## Произход
Той е син на Вернер фон Томбург († 10 юни 1362) и съпругата му Ирмезинд фон Бланкенхайм († 1365), дъщеря на Фридрих II фон Бланкенхайм († 1321/1322) и Елизабет фон Лайнинген († сл. 1351). Внук е на Конрад II фон Мюленарк († 1326), господар на Томбург, и Рикардис фон Щолберг († сл. 1324). Правнук е на Херман фон Мюленарк († 1294/1296), фогт на Томбург, и Мехтилд фон Вирнебург († сл. 1302).
От 1090 до 1230 г. господарите фон Мюленарк са господари на замък Томбург. През 1253 г. прапрадядо му Конрад фон Мюленарк († 1265) получава от граф Дитрих IV фон Клеве († 1260) правото на бургграф на Томбург. Те се наричат оттогава „фон Томбург“.

## Фамилия
Фридрих фон Томбург се жени на 29 септември 1365 г. за бургграфиня Кунигунда фон Ландскрон († сл. 1374), наследничка на замък Ландскрон, вдовица на Йохан фон Валдек († 1357/1360), дъщеря на бургграф Герхард V фон Ландскрон († 1345) и Кунигунда фон Мьорз († 1417). Тя е правнучка на бургграф Герхард II фон Зинциг-Ландскрон († сл. 1248/1273) и бургграф Герхард I фон Зинциг, бургграф фон Ландскрон († 1237). Те имат четири деца:
- Елизабет фон Томберг († 21 юли 1430), омъжена на 13 август 1404 г. за Крафт/Крафто фон Зафенберг, господар на Томбург и Ландскрон († 5 март/24 април 1448). Те имат трима сина и три дъщери:
  - Фридрих фон Зафенберг
  - Крафто, домхер в Трир
  - Йохан фон Зафенберг, господар на Ландскрон
  - Кунигунда, канонеса в Торн
  - Елизабет фон Зафенберг († 21 декември 1458/22 януари 1460), наследничка на Ландскрон, Мил и Кьонигсфелд, омъжена на 26 май 1441 г. за Лутер Квад, господар на Форст и Харденберг († пр. 31 януари 1470)
    - Герхард Квад фон Ландскрон († сл. 1508), господар на Ландскрон, женен ок. 6 октомври 1472 г. за Гертруд де Мероде († сл. 1497)

  - Гертруд фон Зафенберг († 1 май 1460), омъжена I. на 28 октомври 1419 г. за Петер фон Айх († сл. 1429), II. сл. 1429 г. за Йохан Валдбот фон Басенхай, шериф на Льовенберг († ок. 30 септември 1432), III. пр. 21 ноември 1436 г. за Вилхелм/Гийом II де Зомбрефе († 4/5 септември 1475)
    - Фридрих I фон Зомбрефе († 1 септември 1488/18 февруари 1489), господар на Керпен, Грандлец, Томбург и Ландскрон, женен 1471 г. за Елизабет фон Нойенар († 1484)
- Герхард фон Томбург-Ландскрон († 1400), женен 1394 г. за графиня Филипа фон Спанхайм († пр. 30 април 1425)
  - Фридрих фон Томбург († 1419), женен сл. 1399 г. за графиня Анна фон Бланкенхайм († 21 декември 1444)
- Ирмезинда фон Томберг (* ок. 1364; † сл. 1382/1405), омъжена на 27 юни 1382 г. за бургграф Хайнрих III фон Райнек († сл. 1390/сл. 1410):
  - Йохан V фон Райнек (* пр. 1404; † сл. 1423), бургграф на Райнек, женен пр. 1421 г. за Катарина фон Даун († сл. 1499):
- Маргарета фон Томберг († сл. 1419), омъжена за Йохан фон Ейненберг